# Lubin Stadion
Lubin Stadion – przystanek kolejowy w Lubinie, w województwie dolnośląskim w Polsce, zbudowany w ramach modernizacji linii Legnica – Rudna Gwizdanów. 

## Ruch pasażerski
| Rok  | Wymiana pasażerska na dobę |
| ---- | -------------------------- |
| 2017 | –                          |
| 2022 | 150-199                    |